# Acetabulum (maat)
De acetabulum is een Oud-Romeinse volume-eenheid, vertaald met azijnflesje, dat overeenkomt met 1/128 modius en 1/8 sextarius, ongeveer 67 cm3.